# إبراهيما كوني
إبراهيما كوني (بالفرنسية: Ibrahima Koné)‏ هو لاعب كرة قدم مالي في مركز الدفاع، ولد في 6 أكتوبر 1977 في مالي. شارك مع منتخب مالي لكرة القدم. أما مع النوادي، فقد لعب مع الملعب المالي ودينامو تيرانا ونادي جان دارك.

## وصلات خارجية
- إبراهيما كوني على موقع الاتحاد الدولي (مؤرشف)  (الإنجليزية)
- إبراهيما كوني على موقع قاعدة بيانات كرة القدم.إي يو (الإنجليزية)
- إبراهيما كوني على موقع ناشيونال فوتبول تيمز (الإنجليزية)